# Heinrich Smidt (Politiker, 1806)
Johann Heinrich Wilhelm Smidt (* 28. Januar 1806 in Bremen; † 20. August 1878 in Bremen) war ein deutscher Jurist, Politiker, Bremer Senator und Archivar.

## Biografie
Smidt war der Sohn des berühmten Bremer Bürgermeisters Johann Smidt (1773–1857) und seiner Frau Johanne Wilhelmine Rhode (1777–1848). Er studierte Rechtswissenschaften an der Universität Berlin, der Universität Göttingen sowie der Universität Heidelberg und promovierte 1829 in Heidelberg zum Dr. jur.
Zwischendurch begleitete er 1827 den Bremer Senator Gildemeister (1779–1849), als dieser in Brasilien für Bremen einen Handelsvertrag abschloss.
Von 1829 bis 1832 war er Sekretär der Bremer Senatskommission für auswärtige Angelegenheiten. Er war von 1832 bis 1843 Leiter (Inspektor) des Archivs Bremen. Er konnte erfolgreich mit einer Verbesserung des Archivs beginnen. In dieser Eigenschaft förderte er die historischen Bestände, deren Nutzung und historische Studien. Von 1843 bis 1849 amtierte er als Nachfolger von August Ferdinand Arnold Iken als zweiter Syndicus der Freien Hansestadt Bremen.
Von 1849 bis zu seinem Tod war er nach der Bremer Verfassungsänderung Senator. Er wirkte vornehmlich im Bereich der auswärtige Angelegenheiten sowie der Handels- und Schifffahrtsangelegenheiten.
Smidt war verheiratet mit der Baumeistertochter aus Königsberger Christiane Juliane Wedeke (1823–1906); beide hatten fünf Kinder.